# Когомологія
Когомологія — загальний термін для послідовностей абелевих груп, пов'язаних із топологічним простором, який часто визначається з коланцюгового комплексу.

## Історія поняття
Гомологічні поняття вперше з'явилися при вивченні комплексних алгебричних кривих (функцій однієї змінної). Класичний прийом їх дослідження полягав у розгляді інтегралів від раціональних (або голоморфних) функцій. При цьому шлях інтегрування зазвичай явно не вказувався, вказувалися лише початкова й кінцева точки. Інтеграл був визначений із точністю до періодів. Тобто мова йде про одновимірні гомології відповідної ріманової поверхні.
При переході до многовидів більшої розмірності виникла необхідність у відповідних узагальненнях — «шляхах інтегрування». Пуанкаре належить ідея розглядати {\displaystyle k}-вимірні плівки, які лежать у многовиді. Якщо ця плівка не має межі або замкнена, вона називається циклом. У загальному випадку у неї є межа — плівка розмірності {\displaystyle k-1}. Плівки гомологічні, якщо вони обмежують (з різних сторін) плівку розмірності на 1 більше. Класи гомологічних плівок називаються гомологіями розглядуваного многовиду.
Потік рідини (без джерел) через поверхні двох концентричних сфер є однаковим. При інтегруванні замкненої форми по {\displaystyle k}-вимірному циклу можна замінювати цикл на інший за умови, що їх розмірність є межа {\displaystyle (k+1)}-вимірного ланцюга («плівки»):
{\displaystyle \int _{a}\omega ^{k}=\int _{b}\omega ^{k},}
Якщо {\displaystyle a-b=\delta c_{k+1}} та {\displaystyle d\omega ^{k}=0,} де {\displaystyle \{c_{k}\}} — група циклів. Такі два цикли {\displaystyle a,b} Пуанкаре назвав гомологічними.
Поняття когомології було уведено Александером та Колмогоровим. Когомологія є топологічним поняттям, яке розвивалося спочатку для комплексних многовидів. Поступово стало зрозуміло, що зручно користуватися не лише сталими коефіцієнтами, але й змінними коефіцієнтами та коефіцієнтами у пучках. Поворотним моментом у алгебрі можна вважати теорему А. Картана про тривіальність когомологій когерентних аналітичних пучків на афінних многовидах. Завдяки їй когомологію можна було обчислювати за допомогою афінного покриття. Це відкрило шлях до визначення когомологій когерентних пучків на будь-якому абстрактному алгебричному многовиді (Серр).

## Допоміжні визначення
Наприклад, будь-який алгебричний многовид над полем {\displaystyle \mathbb {C} } (або {\displaystyle \mathbb {R} }) наділений триангуляцією і навіть напівалгебричною триангуляцією. {\displaystyle k}-вимірним ланцюгом такої триангуляції {\displaystyle T} називається алгебрична сума {\displaystyle k}-вимірних симплексів триангуляції. {\displaystyle k}-вимірні ланцюги утворюють комутативну групу {\displaystyle C_{k}(T).} Межа {\displaystyle k}-вимірного симплекса — це сума усіх його граней розмірності {\displaystyle k-1}. По лінійності поняття межі переноситься на будь-які ланцюги й дає оператор межі:
{\displaystyle \delta =\delta _{k}:C_{k}(T)\rightarrow C_{k-1}(T).}
Найважливішою властивістю оператора межі {\displaystyle \delta } є те, що {\displaystyle \delta \circ \delta =0} (межа завжди цикл), щоправда для цього потрібно працювати із орієнтованими симплексами. Набір груп {\displaystyle C_{k}(T)} й межевих гомоморфізмів {\displaystyle \delta } утворює так званий ланцюговий комплекс:
{\displaystyle C_{*}(T)=(...{\overset {\delta _{2}}{\rightarrow }}C_{1}(T){\overset {\delta _{1}}{\rightarrow }}C_{0}(T)\rightarrow 0\rightarrow ...).}
Гомології триангуляції {\displaystyle T} (або комплексу {\displaystyle C_{*}(T)}) визначаються як цикли по модулю меж
{\displaystyle H_{k}(T)=\mathrm {Ker} \,\delta _{k}/\mathrm {Im} \,\delta _{k+1}.}
Нехай {\displaystyle R} — довільне кільце із одиницею. Абелева група {\displaystyle G} називається {\displaystyle R}-модулем, якщо будь-яким елементам {\displaystyle r\in R,\,g\in G} віднесений деякий елемент {\displaystyle rg\in G,} причому
{\displaystyle r(g_{1}+g_{2})=rg_{1}+rg_{2},\quad \quad (r_{1}+r_{2})g=r_{1}g+r_{2}g,\quad \quad r_{1}(r_{2}g)=(r_{1}r_{2})g,\quad \quad \mathrm {Id} _{g}=g.}
Підгрупа {\displaystyle H} модуля {\displaystyle G} називається підмодулем, якщо {\displaystyle rh\in H{\underset {\underset {r\in R}{h\in H}}{\forall }}}. Гомоморфізм {\displaystyle \varphi } модуля {\displaystyle G} у модуль {\displaystyle G'} називається лінійним, якщо {\displaystyle \varphi (rg)=r\varphi (g)\,\,{\underset {\underset {r\in R}{g\in G}}{\forall }}}.
Нехай скінченному числу {\displaystyle k} (додатному, від'ємному або рівному нулю) віднесена декотра група {\displaystyle G^{k}} й деякий гомоморфізм {\displaystyle \varphi ^{q}:G^{k}\rightarrow G^{k+1};} система ({\displaystyle G^{k},\varphi ^{k}}) груп гомоморфізмів називається прямою послідовністю груп. Пряма послідовність називається точною, якщо для будь-якого {\displaystyle k} образ гомоморфізму {\displaystyle \varphi ^{k-1}} збігається з ядром гомоморфізму {\displaystyle \varphi ^{k}.}
Нехай будь-якому числу {\displaystyle k} (додатному, від'ємному або рівному нулю) віднесені деяка група {\displaystyle G_{k}} й деякий гомоморфізм {\displaystyle \varphi _{k}:G_{k}\rightarrow G_{k-1};} утворена при цьому система {\displaystyle \{G_{k},\varphi _{k}\}} груп та гомоморфізмів називається зворотною послідовністю груп. Зворотна послідовність називається точною, якщо для будь-якого {\displaystyle k} образ гомоморфізму {\displaystyle \varphi _{k+1}} збігається із ядром гомоморфізму {\displaystyle \varphi _{k}.}
Ядро гомоморфізму {\displaystyle \varphi } визначається як підгрупа, яка складається з усіх елементів групи {\displaystyle G,} які відображаються у нуль групи {\displaystyle H,} і позначається через {\displaystyle \mathrm {Ker} \,\varphi .}
Окрім основних тверджень аксіом Стінрода-Ейленберга або їх слідств у теорії гомологій та когомологій некомпактних поліедрів виникають факти, які не випливають з цих аксіом, але вважаються очевидними.
Визначення груп гомологій засноване на операції межі {\displaystyle \delta } симплекса {\displaystyle \Delta ^{n}} із вершинами {\displaystyle a_{0},a_{1},...,a_{n},} яка описується формулою
{\displaystyle \delta (a_{0},a_{1},...,a_{n})=\sum _{i}(-1)^{i}(a_{0},...,{\hat {a}}_{i},...,a_{n}),}
де дашок {\displaystyle {\hat {}}} над {\displaystyle a_{i}} означає, що ця вершина є пропущеною. Кожний симплекс розглядається разом із його орієнтацією, яка задається (із точністю до будь-яких парних перестановок) порядком вершин. Знак мінус перед симплексом означає зміну орієнтації, тому усі грані {\displaystyle \Delta ^{n}}, які фігурують у правій частині, мають однакову орієнтацію, яка задає орієнтацію межі {\displaystyle \Delta ^{n}}. Ця формула визначає межевий гомоморфізм {\displaystyle \delta }:
{\displaystyle C_{n}(K;G)\rightarrow C_{n-1}(K,G)}
у групах ланцюгів {\displaystyle C_{k}(K;G)} комплексу {\displaystyle K} із коефіцієнтами у абелевій групі {\displaystyle G} (тобто лінійних комбінацій з коефіцієнтами у {\displaystyle G} орієнтованих комплексів {\displaystyle \Delta ^{k}\in K}).

## Основне визначення
Замість ланцюгів можна користатися двоїстим поняттям коланцюга — функції на множині «симплексів» із значенням у групі {\displaystyle \mathbb {Z} .} Так отримується коланцюговий комплекс. Якщо {\displaystyle \xi } — будь-яка функція, визначена на {\displaystyle n}-вимірних орієнтованих симплексах й яка приймає значення у групі {\displaystyle G} (припускається, що {\displaystyle \xi } змінює знак при зміні орієнтації аргумента; такі функції називаються {\displaystyle n}-вимірними альтернійованими коланцюгами), то на {\displaystyle (n+1)}-вимірних симплексах виникає функція {\displaystyle d\xi } — комежа {\displaystyle \xi }:
{\displaystyle d\xi (a_{0},...,a_{n+1})=\sum _{i}(-1)^{l}\xi (a_{0},...,{\hat {a}}_{i},...,a_{n+1})}
(значення {\displaystyle d\xi } на многограннику дорівнює сумі значень {\displaystyle \xi } на відповідним чином зорієнтованих гранях).
Як і у випадку ланцюгів, {\displaystyle dd=d^{2}=0} — коланцюги типу {\displaystyle \xi } виду {\displaystyle d\eta } (вони називаються комежами) є коциклами. Нехай {\displaystyle d(d\xi )} для {\displaystyle \xi }, відмінного від 0 на єдиному симплексі {\displaystyle \Delta ^{n}\in K.} Для будь-якого симплекса {\displaystyle \Delta ^{n+2},} який містить {\displaystyle \Delta ^{n}}, значення {\displaystyle d(d\xi )} на ньому дорівнює нулю как двічі узяте із протилежними знаками значення {\displaystyle \xi } на {\displaystyle \Delta ^{n}}. Тим самим визначаються групи когомологій {\displaystyle H^{n}(K;G),} які отримуються шляхом факторизації {\displaystyle n}-вимірних коциклів комплексу {\displaystyle K} по підгрупі комежей.
Когомології, на відміну від гомологій, контраваріантно залежать від простору. У порівнянні із гомологіями їх перевага полягає у наявності добутку, яке перетворює {\displaystyle H^{n}(X)} у градуйоване косокомутативне кільце. У випадку гладких многовидів цей добуток двоїстий більш наочній операції перетину циклів або гомологій.
{\displaystyle dd=d^{2}=0} є слідством {\displaystyle \delta ^{2}=0,} гомоморфізм {\displaystyle d} дуальний щодо {\displaystyle \delta } при ототожненні {\displaystyle C^{n}(K;G)=\mathrm {Hom} (C_{n}(K;\mathbb {Z} ),G)} коланцюгів із групами гомоморфізмів у {\displaystyle G} вільних груп ланцюгів ({\displaystyle \mathbb {Z} } — група цілих чисел).
Поняття когомології є двоїстим поняттю гомології. Якщо {\displaystyle G} — кільце, то у групі когомологій {\displaystyle H^{n}(X,G)} визначений добуток Колмогорова-Александера (або {\displaystyle \cup }-добуток), який перетворює цю групу у градуйоване кільце, яке називається кільцем когомологій. У випадку, коли {\displaystyle X} — диференційовуваний многовид, кільце когомологій {\displaystyle H^{n}(X,\mathbb {R} )} може бути обчислене за допомогою диференціальних форм на {\displaystyle X}.
Усі {\displaystyle \omega ^{k}} форми на {\displaystyle X} утворюють лінійний простір, замкнені {\displaystyle k}-форми — його підпростір, а диференціали {\displaystyle (k-1)}-форм — підпростір простору замкнених форм. Фактор-простір
{\displaystyle {\frac {\text{замкнені форми}}{\text{диференціали}}}=H^{k}(X,\mathbb {R} )}
називається {\displaystyle k}-вимірною групою когомологій топологічного простору {\displaystyle X.} Елементом цієї групи є клас замкнених форм, які відрізняються одна від одної лише на диференціал. Розмірність простору {\displaystyle H^{k}(X,\mathbb {R} )} називається {\displaystyle k}-вимірним числом Бетті топологічного простору {\displaystyle X.}
Один з варіантів визначення когомологій пов'язаний із використанням в якості коефіцієнтів не {\displaystyle \mathbb {Z} }, а довільної абелевої групи {\displaystyle A.} Когомології, які отримуються, позначаються через {\displaystyle H^{n}(X,A)}. Більш цікаві речі можна отримати, якщо скористатися «змінними» системами коефіцієнтів — пучками.
Типовий прийом дослідження многовидів або просторів полягає у розшаруванні їх на многовиди меншої розмірності. Нехай {\displaystyle f:X\rightarrow Y} є таким розшаруванням; тоді повинен існувати тісний зв'язок міжкогомологіями {\displaystyle X,Y} та когомологіями шарів {\displaystyle f.} Однак лише у деяких випадках вдається обійтися без вироджень, коли усі шари однакові. У загальному випадку усі шари набувають особливості, які відрізняються від типових; вони відіграють головну роль. Когомології шарів {\displaystyle f^{-1}(y)} вже не утворюють неперервний, а тим більше сталий клас. Виникаючи при цьому об'єкти Жан Лере назвав пучками.

### Фізичний зміст
Якщо {\displaystyle \xi } — значення потенціалу у точках (0-вимірний коланцюг), то на кожному (орієнтованому) відрізку {\displaystyle d\xi } — різниця потенціалів у кінцях відрізку. Якщо {\displaystyle \xi } — сили, прикладені уздовж ребер многокутників (1-вимірний коланцюг), то {\displaystyle d\xi } — моменти на них. Якщо {\displaystyle \xi } — інтенсивність потоку газу через грані (2-вимірний коланцюг), то {\displaystyle d\xi } — швидкість накопичення газу всередині відповідних многогранників. У термінах операцій {\displaystyle d} та {\displaystyle \delta } записуються закони Кірхгофа у формі Максвела для електричних кіл.
Варто відзначити, що і тут є суттєвим врахування орієнтації симплексів (многокутників, многогранників) та їх граней. У кожному випадку коцикли (кобто коланцюги {\displaystyle \xi }, для яких {\displaystyle d\xi =0}) чітко виділяються серед інших коланцюгів-функцій своїм особливим фізичним змістом.